# Vive la Fête
Vive la Fête è un gruppo musicale electropop, fondato nel 1997 a Gand, in Belgio. Il gruppo è costituito dall'ex componente dei dEUS Danny Mommens (chitarra e voce) e da Els Pynoo (voce).

## Storia
I Vive la Fête nascono nel 1997 quando Mommens (all'epoca bassista dei dEUS) registra insieme a Pynoo (un'ex modella) alcune demo sul suo stereo 8. Queste demo vengono poi pubblicate sull'EP Je ne veux pas (a volte chiamato anche Paris), che attira qualche attenzione per le somiglianze con la musica degli anni ottanta. I successivi Republique Populaire e Nuit Blanche li rendono sempre più popolari, specialmente nel mondo della moda: tra i loro fan un nome di spicco è ad esempio quello Karl Lagerfeld. Nel 2005 pubblicano Grand Prix e si esibiscono in Europa, Brasile e Messico. Dopo circa due anni di tour mondiale, l'8 giugno 2007 esce l'album Jour de Chance.
Nel 2009 sono la colonna sonora live durante la sfilata della linea C'N'C CoSTUME NATIONAL del designer Ennio Capasa

## Formazione
Danny Mommens (Voce e Chitarra)

Els Pynoo (Voce)

Dirk Cant (Basso)

Dirk Jans (Batteria)

Roel Van Espen (Tastiere)

## Discografia

### Album

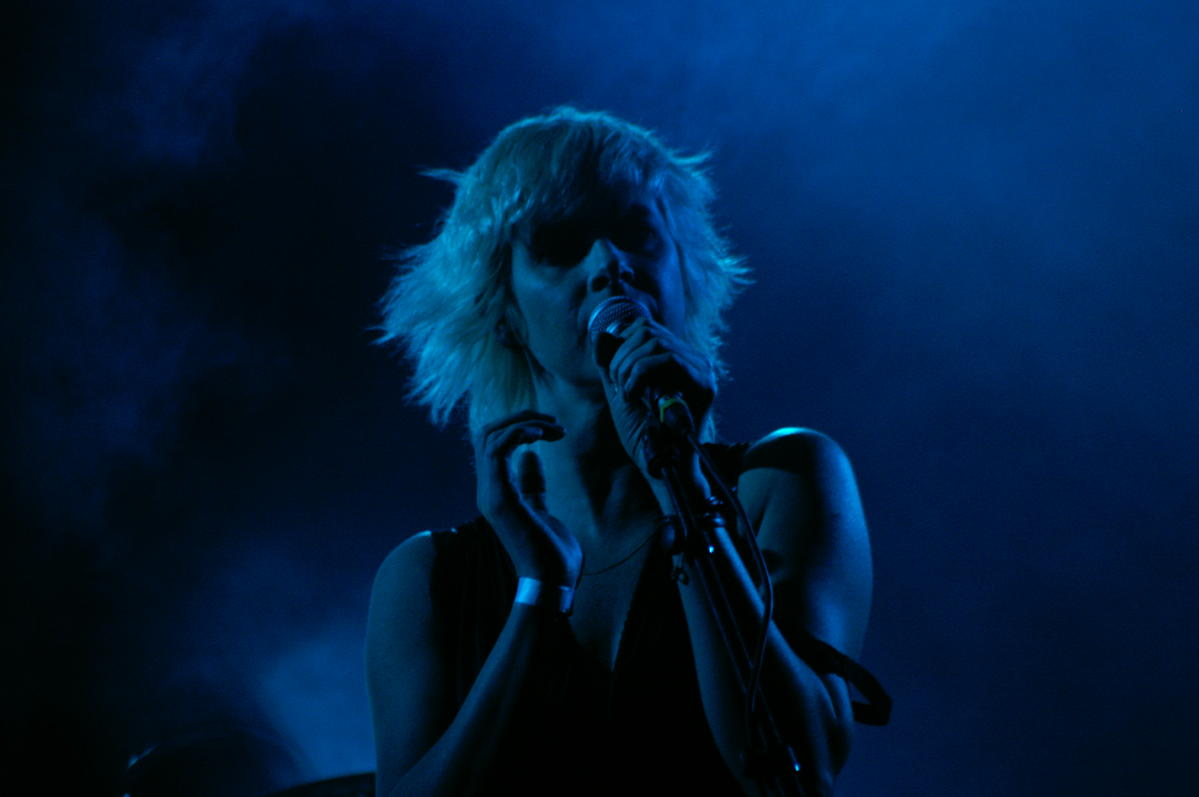
Els Pynoo in concerto nel 2007.

- 2000 - Attaque Surprise (Surprise Records)

1. Elle est là
2. Merde à l'amour
3. Non dis non
4. As tu déjà aimé?
5. Attaque surprise
6. Je ne sais pas jouer sans cendrier
7. Je n'ai pas peur
8. On s'ammuse
9. Bon anniversaire
10. Téléphoner
11. Poursuite
12. Danser
13. Je ne veux pas
14. Emmanuelle
15. VLF

- 2001 - Republique Populaire (Surprise Records)

1. Tokyo
2. AAA
3. Quand tu viendras
4. Tout sera bien
5. Le forêt
6. Je suis là
7. BM double V
8. Mélancolie
9. BB
10. Ce soir
11. Beaucoup d'amour
12. Lemon incest
13. Laisse moi

- 2003 - Nuit Blanche (Surprise Records)

1. Nuit blanche
2. Touche pas
3. Jaloux
4. Joyeux
5. Mon dieu
6. Maladie d'un fou
7. AC
8. Noir désir
9. KL
10. Mr. le président
11. Maquillage
12. Adieu

- 2005 - Grand Prix (Surprise Records)

1. Hot Shot
2. La Vérité
3. Petite Putain
4. Exactement
5. Liberté
6. Claude François
7. Machine Sublime
8. Litanie des Seins
9. Sabrina
10. Chauve-Souris
11. 2005
12. Folie
13. Non-Stop - Vive Fossett
14. Tu connais la dernière
15. Miracle

- 2007 - Jour de Chance (Uncivilized World Records)

1. Aventures fictives
2. Mais
3. La route
4. Tout va continuer
5. Bêtises
6. Tout fou
7. Une par une
8. Je suis fâchée avec toi
9. Quatsch
10. Stupid femme
11. Il pleut
12. Télé
13. Love me, please love me

- 2009 - Disque D'Or

1. Petit Colibri
2. Amour Physique
3. Everybody Hates Me
4. Naïve
5. Je ne pourrais pas
6. Ce que tu penses de moi
7. Elsangel
8. On a oublié
9. Mira
10. Baiser Canon
11. Courtois
12. Elle n'écoute pas

### EP
- 1998 - Paris - Je Ne Veux Pas (Kinky Star Records)
- 2000 - Tokyo (Surprise Records)
- 2004 - Schwarzkopf Remix (Surprise Records)
- 2006 - La Vérité (Surprise Records)